# لويس بيريرا (لاعب كرة قدم)
لويس بيريرا (بالإسبانية: Luis Pereira)‏ هو لاعب كرة قدم بنمي في مركز الوسط، ولد في 27 مارس 1996 في كولون في بنما. لعب مع Toronto FC II ‏.

## وصلات خارجية
- لويس بيريرا (لاعب كرة قدم) على موقع قاعدة بيانات كرة القدم.إي يو (الإنجليزية)
- لويس بيريرا (لاعب كرة قدم) على موقع ناشيونال فوتبول تيمز (الإنجليزية)
- لويس بيريرا (لاعب كرة قدم) على موقع Soccerbase.com (لاعب) (الإنجليزية)
- لويس بيريرا (لاعب كرة قدم) على موقع Soccerway.com (الإنجليزية)
- لويس بيريرا (لاعب كرة قدم) على موقع عالم كرة القدم.نت (الإنجليزية)